# Xã Oneota, Quận Brown, South Dakota
Xã Oneota (tiếng Anh: Oneota Township) là một xã thuộc quận Brown, tiểu bang Nam Dakota, Hoa Kỳ. Năm 2010, dân số của xã này là 124 người.